# Herzog von Porto

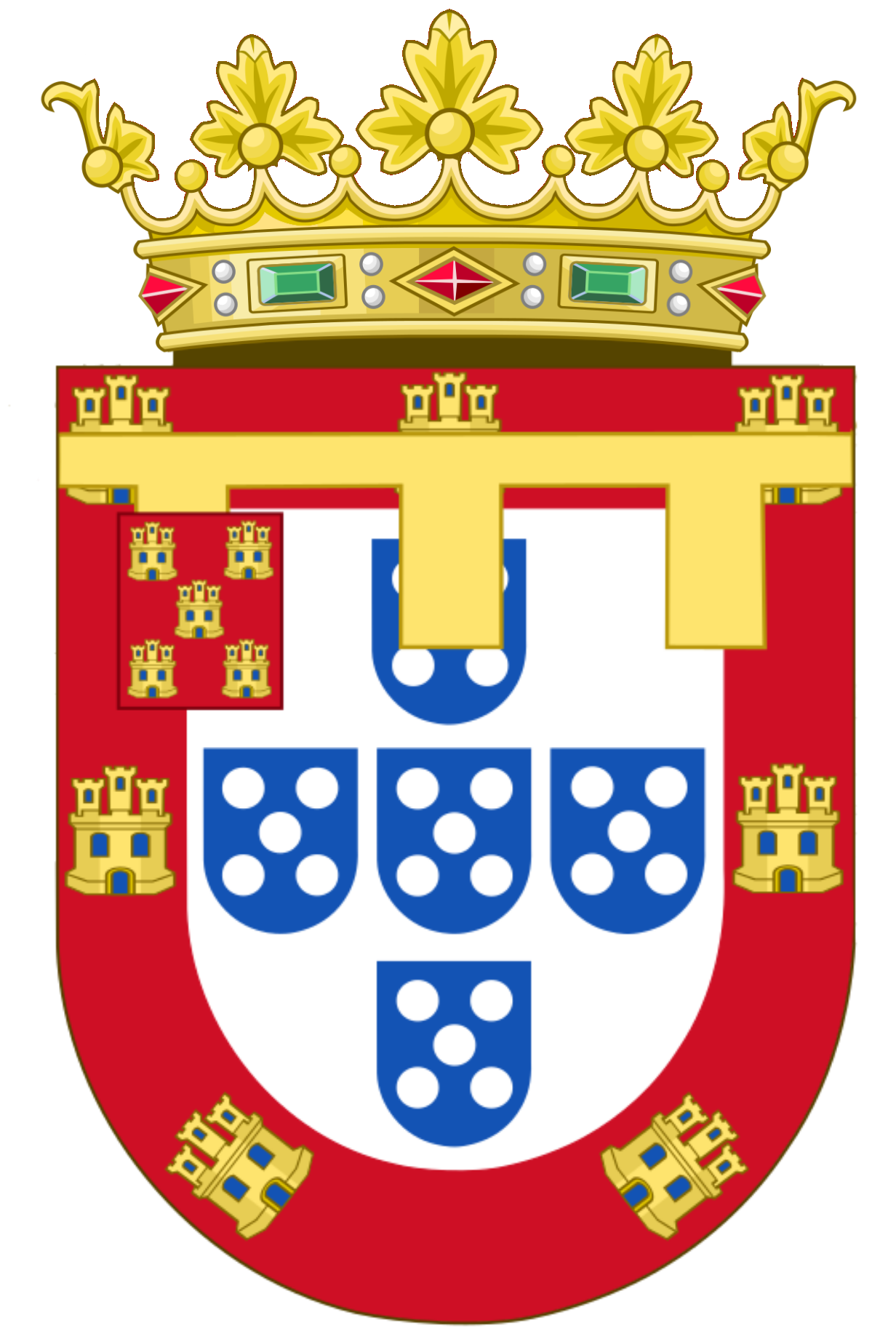
Wappen

Herzog von Porto ist ein portugiesischer Adelstitel. Er wurde im Jahr 1833 von Königin Maria II. von Portugal zur eigenen Nutzung geschaffen.

## Herzöge von Porto
1. Königin Maria II. von Portugal (1819–1853)
2. König Ludwig I. von Portugal (1838–1889)
3. Infant Alfons Heinrich von Braganza (1865–1920)
4. Infant Dinis von Santa Maria (* 1999), Sohn von Duarte Pio, Herzog von Bragança